# قطعنامه ۱۲۹۵ شورای امنیت
قطعنامه ۱۲۹۵ شورای امنیت سازمان ملل متحد که در تاریخ ۱۸ آوریل ۲۰۰۰ تصویب شد، سندی بین‌المللی دربارهٔ بررسی وضعیت در آنگولا است. این قطعنامه طی نشست ۴۱۲۹ام با ۱۵ رای موافق، ۰ مخالف و ۰ ممتنع تصویب شد.